# 何进

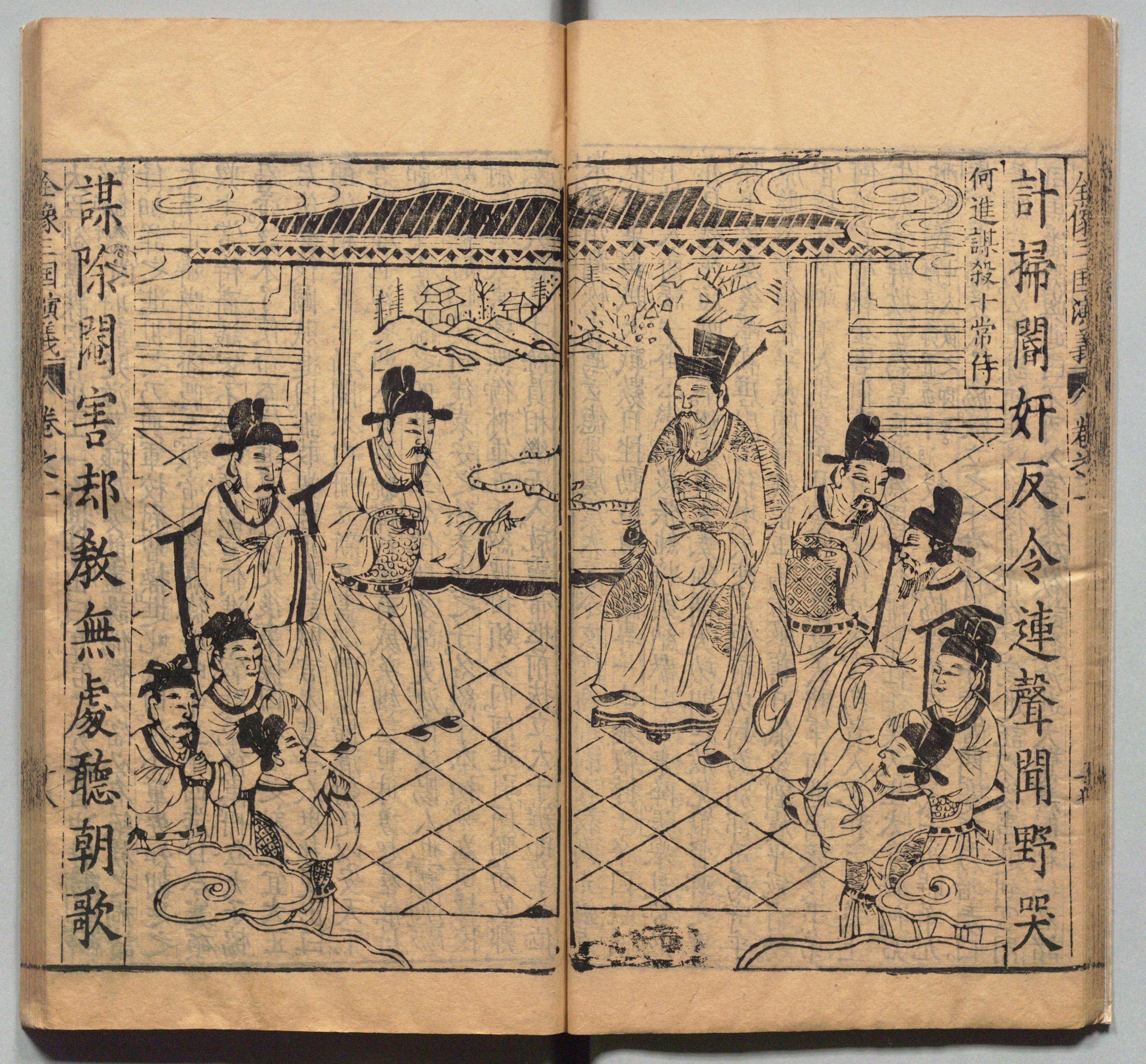
周曰校插图版《三国志通俗演义》中的何进设计谋杀十常侍

何進（？—189年9月22日），字遂高，南陽宛县（今河南省南阳市）人，東漢末年外戚，官至大將軍，录尚书事，封慎侯。何进为了对付十常侍而召董卓率军队入京，成为東漢末年直至三国割据的重要事件之一，而自己也被十常侍杀死。

## 生平

### 外戚入仕
何进本屠羊户出身，因賄賂宦官，同父异母之妹何氏得以选入宫中，成为贵人，并受宠于漢靈帝。何進也因此雞犬升天，歷任郎中、虎賁中郎將，潁川太守。

熹平四年（175年），天下乾旱，何進參加一場由朝廷主持的祈雨活動。

光和三年（180年），何贵人被立为皇后，何进也因此而拜侍中、将作大匠、河南尹。

中平元年（184年），由于爆发黄巾之亂，何进被任为大将军，率左右羽林军五营士驻扎于都亭，修理器械，以保卫京师。黄巾首领张角的部下马元义密谋在雒阳起兵，何进将其破获，因此功而进封慎侯。

中平二年（185年），何进的恩师杨赐去世，何进参加了杨赐的祭奠。

中平五年（188年），有術士認為京師將受到兵災，南北兩宮會發生流血事件，因此在大將軍司馬許涼、假司馬伍宕的建議下，何進上奏靈帝可以召集四方州郡兵，到平樂觀前進行大閱兵，來化解這次的血光之災。這個計畫得到靈帝的同意，而何進也得到率領四方軍隊的重任。

### 戚宦之爭
何皇后生大皇子刘辩，王美人生二皇子刘协。靈帝欲废长立幼，但由于自己病重，要宦官小黄门蹇硕帮助刘协，并设立西园八校尉分何进的军权。蹇硕也因此欲除去何进来立刘协为帝。
中平六年（189年），蹇碩和諸宦官就建議讓何進領兵前往涼州討伐作亂已久的邊章、韓遂，且得到了靈帝的同意。何進知道蹇碩的圖謀，於是就請求派遣袁紹前往徐、兗二州徵集軍隊，等到袁紹回來之後再行出發，但目的只是為了拖延時間。就在此時，靈帝驾崩，蹇硕计划在何进入宫时將其誅殺並擁立劉協為帝，但在蹇硕司马潘隐暗示下，何进称病不入。由于没有除掉何进，刘辩被立为帝，何皇后晉皇太后並臨朝，何进与太傅袁隗辅政，录尚书事。
何進知道天下皆痛恨宦官，又因為蹇碩意圖暗殺自己，於是打算藉機除掉蹇碩。袁紹也透過何進的親信張津，建議何進藉此將宦官一網打盡，何進接受了這項建議，也因為袁紹、袁術兄弟為汝南袁氏三公門閥，於是厚待袁家兄弟，又引進了智謀之士如逄紀、何顒、荀攸、鄭泰等，作為自己的智囊團。
蹇碩也想到何進會反擊，因此寫信給趙忠、宋典等人商議，打算關閉宮門，下詔逮捕何進並立即誅殺。但中常侍郭勝因跟何進同鄉，而站在何進這一邊，他跟趙忠討論後，決定拒絕蹇碩的提議，並把蹇碩的信給何進看。於是何進逮到藉口，命黃門令逮捕蹇碩並處死，且把蹇碩所掌控的軍隊控制在自己手中。
驃騎將軍董重當時與何進爭權勢，宦官依附董重為其黨羽。董太皇太后每次想干預朝政，何太后都加以阻止。董太皇太后十分惱怒，於是罵何太后：“你現在敢如此囂張，還不是靠你的兄長何進！我若想讓董重砍了何進的腦袋，簡直易如反掌。”何太后聽到後，將其語告訴何進。五月，何進和三公一同上奏：“董太皇太后派遣前中常侍夏惲等人與州郡互相勾結，到處搜刮財寶並將其都存放在其住所。依照漢家慣例，藩王后妃不能留在京師；請把她遷回封地。”漢少帝准奏。後來何進舉兵圍董重府邸，逮捕董重，免去董重官職，董重被迫在獄中自殺。董太皇太后則在不久後暴崩，民間傳言為何太后所謀殺。
蹇碩和董重死後，袁紹再度建議何進乘著大行皇帝喪事，發動兵變將宦官一網打盡，何進先向何太后建議將中常侍全數免職，以三署郎代替。何太后以古例不可廢婉拒，何進退而求其次，請求誅殺幾個比較跋扈的宦官，但舞陽君、何苗知道何進的打算，都进宮來勸阻何太后接受，何太后對何進的提議也不太支持，甚至何進自己因為對宦官一向尊敬畏懼，也沒有辦法當機立斷，只能讓事情懸在這裡。
由於何進沒有膽量獨自發動兵變，袁紹又建議召集四方猛將率軍向京城挺進，用來迫使何太后就範，何進深以為然，但主簿陳琳、侍御史鄭泰及尚書盧植都表達反對，認為這樣是小題大作，反而引狼入室，不會成功，只會引起大亂，何進都不接受。於是何進使前將軍董卓進逼京師、府掾王匡、騎都尉鮑信回故鄉泰山郡募兵、東郡太守橋瑁進駐成皋（今河南省鄭州市滎陽市汜水鎮）、武猛都尉丁原火燒孟津（今河南省洛陽市孟津縣東），皆以「誅殺宦官」作為號召。即使如此，何太后仍然不接受何進的提議。何苗亦勸阻何進，何家今日的地位都是靠宦官提拔，應該要跟宦官和睦共處。
何進久而久之，日漸狐疑，袁紹怕何進改變主意，於是再度進言，於是何進任袁紹為司隸校尉，假節，專命擊斷。從事中郎王允為河南尹。袁紹督促董卓入京，董卓也揚言進駐平樂觀，何太后這才感到害怕，於是罷黜所有中常侍、小黃門。被罷黜的當權宦官，都去晉見何進，請求何進寬恕，何進建議宦官們回到自己的封國，而袁紹再次建議乘機把宦官們一網打盡，何進不接受。但袁紹仍假傳何進命令，使州郡官吏逮捕宦官們的家屬。
何進的陰謀日漸洩漏，宦官們大為恐懼，於是張讓透過兒媳何氏、舞陽君和何太后說情，於是何太后下令再讓宦官們進宮服侍。

### 伏诛
八月，何進前往長樂宮晉見何太后，請求誅殺全體中常侍。宦官們對於何進稱疾不去送葬，但現在身手矯健地跑來長樂宮，因此大起懷疑之心，偷聽了何進和何太后的對話，才得知何進竟然想要處死全體宦官。於是張讓、段珪、畢嵐等在殿門內埋伏，等到何進走出殿門後，又讓宦官詐稱，何太后有事召見何進，何進不疑有他，走入殿門，遭到張讓等擒下。張讓先痛斥何進，認為當初何太后幾乎被廢，都是多虧宦官們求情，還花費鉅資，現在何進想殺掉他們，實在是太過忘恩負義。於是尚方監渠穆便提劍而上，當場斬殺何進。同時立刻研擬詔書，任命親近宦官的樊陵為司隸校尉、許相為河南尹，尚書得到這項任命都十分懷疑，希望何進能出來解釋一下，黃門便把何進的首級扔了過去，大喊：「何進謀反，已經伏诛！」

### 後事
何進部曲吳匡、張璋聽到何進喪生，便和袁術等人攻入皇宮，張讓裹脅皇帝劉辯、陳留王劉協逃跑，何太后則為盧植所救。袁紹和袁隗則矯詔誅殺樊陵、許相，並和何苗攻入北宮，對宦官進行地毯式屠殺。吳匡等人怨恨何苗一向不跟何進合作，於是和奉車都尉董旻共殺何苗。
這些變動造成第一次宦官時代的結束，而何苗之死也讓何進遺留下來的權力真空無法繼續被外戚何氏掌握，為董卓入京造成了有利局面，亦對東漢王朝造成幾乎是毀滅性的打擊，自此東漢皇帝僅成傀儡，漢朝也進入了群雄割據的時代。

## 家族

### 父
- 何真，本屠羊户，追封车骑将军、舞阳侯。

### 继母
- 後母：兴[22]，与朱氏生子朱苗后嫁给何真生女何皇后，被封為舞陽君。

### 兄弟姐妹
- 妹（同父异母）：靈思皇后（何太后），少帝之母。
- 妹：张让儿子張奉之妻，何太后之妹。
- 弟（异父异母）：何苗[23]，舞陽君兴与前夫朱氏之子，原姓朱，何后同母兄，擔任車騎將軍。

### 子
- 子：早亡，一说名何咸，或作何苗子
- 媳：尹氏，后为曹操妾
- 孙：何晏，尹氏所生，或作何苗孙

## 评价
- 谢承：“何进借元舅之资，据辅政之权，内倚太后临朝之威，外迎群英乘风之势，卒而事败阉竖，身死功颓，为世所悲，岂智不足而权有余乎？《传》曰：‘天之废商久矣，君将兴之。’斯宋襄公所以败于泓也。”
- 曹操：“沐猴而冠带，知小而谋疆。”
- 慕容皝：“窦武、何进，好善虚己，贤士归心，虽为阉竖所危，天下嗟痛，犹有能履以不骄，图国亡身故也。”（《全晋文·卷一百四十九》）
- 范晔：“武生蛇祥，进自屠羊。惟女惟弟，来仪紫房。上惽下嬖，人灵动怨。将纠邪慝，以合人愿。道之屈矣，代离凶困。”（《后汉书·卷六十九·窦何列传第五十九》）
- 王勃：“向使何进纳公业之言而不追董卓，郭汜弃文和之策而不报王允，则东京焚如之祸，关右乱麻之尸，何由而兴哉？至使乘舆蒙尘于河上，天子露宿于曹阳，百官饥死于墙壁，六宫流离于道路，盖由何公之不明，贾诩之言过也。”
- 陈普：“龙骧虎步反狐疑，解事陈琳却似痴。灭火不关千里草，汉家社稷付屠儿。”
- 郝经：“戚官并为乱本，耦伤汉室矣，一旦相更屠并必两毙而后已，理势然也。故窦武、何进倚母后、恃元舅、握兵柄、操大权、总揽豪杰、登庸名士，欲粪除阉秽，卒之身死而族灭，以乱除乱，神明不与也。进复愎谏违众，卒召外防，疣溃身殚遂沦鼎命。”“进本屠割，冯借椒掖。智小谋大，身夷族赤。自我致防。死有余责。”（《续后汉书》）
- 罗贯中：“汉室倾危天数终，无谋何进作三公。几番不听忠臣谏，难免宫中受剑锋。”
- 李贽：“毕竟袁本初、曹孟德辈是英雄，若何进者，犬彘耳，何足与议大事哉？”
- 钟敬伯：“何进卤莽，不用善言，死固不足惜，然亦鸩杀董后之报。”
- 康熙帝：“宦官张让等恣行不法，何进若止，奏诛首恶，则可矣。乃必欲尽杀而后快，斯为巳甚，太后所以不许也。赋召外兵以速乱，则又至愚极谬，宜其祸不旋重。”（《制文集阅史绪论》）
- 毛宗岗：“西汉则外戚盛于宦官，东汉则宦官盛于外戚。惟其外戚盛也，故初则产、录几危汉祚，后则王莽遂移汉鼎。而宦官如弘恭、石显辈，虽尝擅权，未至如东汉之横。是西汉之亡，亡于外戚也。若东汉则不然，外戚与宦官迭为消长。而以宦官图外戚，则常胜，如郑众之杀窦宪、单超之杀梁冀是也。以外戚图宦官，则常不胜，如窦武见杀于前，而何进复见杀于后是也。是东汉之亡，亡于宦竖也。然窦武不胜，止于身死；何进不胜，遂以亡国。何也？曰：召外兵之故也。外戚图之而不胜，至召外兵以胜之，而前门拒虎，后门进狼，国于是乎非君之国矣。乱汉者，宦竖也。亡汉者，外镇也。而召外镇者，外戚也。然则谓东汉之亡，亦亡于外戚，可也。”
- 卢弼：“何进之谋诛阉官乃与黄门蹇硕争权，欲藉以除之耳，非真有扫清奸秽之志、为国家去毒贼也。蹇硕既诛，中常侍郭胜等又亲信何氏，故其计久不决，绍谋亦不用也。”（三国志集解）
- 蔡东藩：“何进之谋诛宦官，反为所害，其事与窦武相同，而情迹少异。武之失，在于轻视宦官；进之失，则又在重视宦官。轻视宦官，故有临事出閤之疏，为人所制而不之觉；重视宦官，故有驰檄召兵之误，被人暗算而不之防，要之皆才略不足，优柔寡断之所致耳。”

## 艺术形象

### 《三国演义》
三国演义中的何进与史书描述出入较小。
演义书何进本為屠夫，因為其妹入宮為皇后，以外戚身份入仕。漢靈帝在位時為大將軍，率兵讨伐黄巾军。靈帝死後，立刘辩为帝，并執掌朝政。因宦官蹇硕欲杀何进，被何进发现，将蹇硕杀了。后又由于权力之争，鸩杀了董太后。对于是否杀掉当权宦官，犹豫不决。在袁绍建议下，决定除去十常侍，但不听众人劝告，召董卓帶兵入京。宦官们知道外兵入京要对付自己，十常侍之首張讓设计让何太后召何進入宮，并埋伏了刀斧手五十人于长乐宫嘉德门内，何進中了埋伏，被斬。袁紹、袁术、曹操等人聞何進被殺，入宮殺盡宦官，宦戚相爭的局面結束。但是隨後董卓進京，掌握朝政，造成山東諸侯的不滿，因此開始了軍閥混戰的時期，最後造成漢朝的覆亡。

### 動漫
- 《蒼天航路》（王欣太）

### 影视
- 1988年香港電視劇《貂蟬》：龙天翔
- 1994年中國中央電視台電視劇《三國演義》：张福元
- 1996年台灣華視電視劇《關公》：陆一龙
- 2014年电视剧《曹操》：祝延平

## 延伸阅读
[在维基数据编辑]
 《後漢書/卷69》，出自范晔《後漢書》
 在维基共享资源阅览影像